# Xiismo duodecimano
O xiismo duodecimano (em árabe, اثنا عشرية, Ithnāˤashariyya) é o maior ramo do islã xiita, compreendendo cerca de 85% de todos os muçulmanos xiitas. O termo duodecimano refere-se à crença de seus adeptos em doze líderes divinamente ordenados, conhecidos como os doze imãs, e sua crença de que o último Imã, Imã Almadi, vive em ocultação e reaparecerá como o Mádi prometido.
Globalmente, existem entre 150 e 200 milhões de xiitas duodecimanos: a maior parte no Azerbaijão, Barém, Irã e Iraque. metade dos muçulmanos no Líbano; uma minoria considerável na Afeganistão, Arábia Saudita, Bangladexe, Catar, Chade, Cuaite, Emirados Árabes Unidos, Índia, Omã, Nigéria, Paquistão e Tanzânia. Desde a revolução de 1979, o Irã se tornou no único país onde o xiismo duodecimano é a religião oficial.